# Copa Mundial de Baloncesto Femenino de 2026
La XX Copa Mundial de Baloncesto Femenino se celebrará en Berlín (Alemania) en septiembre de 2026, bajo la organización de la Federación Internacional de Baloncesto (FIBA) y la Federación Alemana de Baloncesto.
Un total de dieciséis selecciones nacionales de cinco confederaciones continentales competirán por el título de campeón mundial, cuyo actual portador es el equipo de Estados Unidos, vencedor del Mundial de 2022.

## Candidaturas
Los siguientes países expresaron su interés en organizar el evento:
- Argentina (San Luis)–En una entrevista en 2022, Horacio Muratore, expresidente de la FIBA, explicó que Argentina estaba trabajando para poder acoger el siguiente mundial, tanto femenino (que haría en solitario) como masculino (en conjunto con otros países). [2]
- Brasil (Río de Janeiro)–Con el horizonte puesto en los Juegos Panamericanos de 2031, se reveló que la ciudad de Río de Janeiro estaría interesada en organizar otros eventos deportivos, como el mmundial de baloncesto femenino en 2026. [3]
- Alemania (Berlín)–Tras el éxito en el EuroBasket masculino de 2022, el presidente de la DBB informó que planeaban enviar una candidatura para acoger el mundial femenino de 2026, como una forma de aprovechar el foco mediático para promover el baloncesto femenino. [4]

El 28 de abril de 2023, en una reunión en Manila (Filipinas), la FIBA anunció que Alemania sería el país anfitrión del torneo.  Esta sería la segunda vez que Alemania acoge el torneo, tras la anterior en 1988.

## Equipos participantes
| Equipo         | Clasificación               | Clasificación                   | Clasificación     | Participaciones | Última | Mejor resultado                                                    |
| Equipo         | Método                      | Fecha                           | Lugar             | Participaciones | Última | Mejor resultado                                                    |
| -------------- | --------------------------- | ------------------------------- | ----------------- | --------------- | ------ | ------------------------------------------------------------------ |
| Alemania       | País anfitrión              | 28 de abril de 2023             | Manila            | 1               | 1998   | 11º lugar (1998)                                                   |
| Bélgica        | Ganador del EuroBasket 2025 | 18–29 de junio de 2025          | El Pireo          | 2               | 2018   | 4º lugar (2018)                                                    |
| Estados Unidos | Ganador de la AmeriCup 2025 | 28 de junio–6 de julio de 2025  | Santiago de Chile | 18              | 2022   | (1953, 1957, 1979, 1986, 1990, 1998, 2002, 2010, 2014, 2018, 2022) |
| Australia      | Ganador de la AsiaCup 2025  | 13–20 de julio de 2025          | Shenzhen          |                 |        | !                                                                  |
|                | Ganador del AfroBasket 2025 | 25 de julio–3 de agosto de 2025 | Abiyán            |                 |        | !                                                                  |
|                | Torneos clasificatorios     | marzo de 2026                   | Por determinar    |                 |        | !                                                                  |

## Sedes
| Foto | Ciudad | Instalación            |
| ---- | ------ | ---------------------- |
|      | Berlín | Mercedes-Benz Arena    |
|      | Berlín | Pabellón Max Schmeling |